# Країна гіркої ніжності
«Країна гіркої ніжності» — роман українського письменника Володимира Лиса.

## Сюжет
У центрі сюжету роману три жіночі долі на тлі найдраматичніших подій української історії. Даза Снігурець, дочка радянського чиновника, яка у ранньому  дитинстві втрачає батьків та потрапляє до дитбудинку, а після війни опиняється у вирі повстанської боротьби. Її донька Віталія, витончена естетка, відмінниця  та порядна дівчина, яка закохається у кримінального злочинця-рецидивіста та онука Олеся, життя якої вирує у нашому сучасному буремному часі. Кожна з цих дивовижних жінок ведуть боротьбу за своє щастя  не дивлячись на всі перепони, що трапляються на їхньому житті.

## Видання
- Лис В. С. Країна гіркої ніжності: роман / Володимир Лис. — Харків: Книжковий клуб «Клуб Сімейного Дозвілля», 2015. — 368 с.